# Ortwin Lowack
Ortwin Lowack (* 25. Dezember 1942 in Gleiwitz, Oberschlesien) ist ein deutscher Rechtsanwalt und Politiker in Bayreuth. Er war von 1980 bis 1994 Mitglied des Deutschen Bundestages und von 1978 bis 1980 sowie von 1996 bis 2008 Mitglied des Stadtrats von Bayreuth.

Ortwin Lowack ca. 1990

## Biografie

### Kindheit und Ausbildung
Ortwin Lowack war das fünfte Kind des Rechtsanwalts und Notars Gerhard Lowack und dessen Frau Charlotte. Im März 1945 fiel sein Vater als Offizier im Zweiten Weltkrieg. Seine Mutter flüchtete im Januar 1945 mit den Kindern aus Gleiwitz, im oberfränkischen Arzberg fand sie Aufnahme.
Nach dem 1961 in Wunsiedel abgelegten Abitur und einer Ausbildung zum Reserveoffizier (Oberleutnant) studierte Lowack Rechts- und Staatswissenschaften sowie Volkswirtschaft an den Universitäten FU Berlin, Köln und Erlangen. Anschließend, nach dem zweiten juristischen Staatsexamen, war er von 1969 bis 1971 als Rechtsanwalt in Erlangen tätig. Von 1971 bis 1974 arbeitete er dann als Gerichtsassessor bzw. Staatsanwalt in Bayreuth. Seit 1974 ist Ortwin Lowack selbständiger Rechtsanwalt in Bayreuth.

### Recht
In den letzten Jahren vertrat Lowack unter anderem den Pegnitzer Hotelier Andreas Pflaum im Verfahren um das traditionsreiche Posthotel. Im Prozess um den geistig Behinderten Ulvi Kulac strebte Lowack über mehrere Jahre eine Wiederaufnahme des Verfahrens an. Des Weiteren vertrat die Sozietät Lowack & Lowack Politiker der Bayerischen Grünen im Streit um die Stimmkreisreform und den damit verbundenen Zuschnitt der Wahlkreise für die Landtagswahlen im Verfahren vor dem Bayerischen Verfassungsgerichtshof.

### Politik
Im Jahre 1972 trat Lowack in die Christlich Soziale Union ein und war bis 1974 CSU-Gemeinderat in Seulbitz bei Bayreuth. 1976 trat er bei der Wahl zum Bayreuther Oberbürgermeister gegen den Amtsinhaber Hans Walter Wild an und erreichte mit 41,6 % der Wählerstimmen ein überraschend gutes Ergebnis. Trotz der Unterstützung durch Theo Waigel, Eberhard Diepgen und Franz Josef Strauß unterlag er bei der Wahl des Jahres 1988 Wilds Nachfolger, dem SPD-Kandidaten Dieter Mronz. 1978 wurde er mit der höchsten Stimmenzahl aller Kandidaten in den Bayreuther Stadtrat gewählt, aus dem er 1980 wieder schied. Von 1978 bis 1982 war er auch CSU-Bezirksrat im Bezirkstag Oberfranken.
In den Jahren 1980 bis 1994 war Lowack Mitglied des Deutschen Bundestages in Bonn und mehrere Jahre lang Mitglied des Auswärtigen Ausschusses, des Verteidigungsausschusses sowie des Rechtsausschusses. Zeitgleich war er innerhalb der CSU-Landesgruppe im Deutschen Bundestag Sprecher für Deutschland-, Außen-, Verteidigungs- und Entwicklungspolitik. 1986 war Lowack Berichterstatter für das Gesetz über den Auswärtigen Dienst und von 1987 bis 1991 neben Egon Bahr gleichberechtigter Vorsitzender des Unterausschusses für Abrüstung und Rüstungskontrolle. Nach seinem Parteiaustritt, den er am 22. April 1991 „wegen nicht mehr vertretbarer Ansichten einiger CSU-Spitzenpolitiker in der Regionalpolitik“ erklärte, blieb er bis zum Ende der 12. Wahlperiode im Dezember 1994 fraktionsloses Mitglied des Bundestages.
Im Mai 1994 gründete Ortwin Lowack gemeinsam mit ehemaligen CSU-Kommunalpolitikern aus dem Augsburger Raum um den früheren Landtagsabgeordneten Hermann Knipfer die Freie Bürger Union. Von 1994 bis 2002 war er Bundesvorsitzender dieser Partei und von 1996 bis 2008 FBU-Stadtrat für Bayreuth. Nach einer Rede bei der Barbarafeier der Landsmannschaft der Oberschlesier im Jahr 2007 wurde Lowack kritisiert, weil er die Deutschen mehr als Opfer des Nationalsozialismus und weniger als Täter dargestellt habe.

### Weitere Ämter
Ortwin Lowack war mehrere Jahre Mitglied im Bundespräsidium der Deutschen Atlantischen Gesellschaft sowie der Deutsch-Israelischen Gesellschaft. Zudem war er Vizepräsident der Gesellschaft der Freunde des Königreichs Saudi-Arabien.
Von 1989 bis 2001 war Lowack Präsident der Bundesdelegiertenversammlung der Schlesischen Landsmannschaft, von 1989 bis 1999 zugleich Präsident der Deutsch-Chinesischen Gesellschaft, deren Ehrenpräsident er heute ist.

## Familie
Lowack ist evangelisch, verheiratet und hat zwei Söhne und zwei Töchter. Sein Sohn Gert Lowack war von 2008 bis 2014 für Bündnis 90/Die Grünen Mitglied im Bayreuther Stadtrat und 2009 Kandidat zur Bundestagswahl.